# 노부 시네마
노부 시네마(포르투갈어: Novo Cinema) 또는 시네마 노부(포르투갈어: Cinema Novo)는 포르투갈의 영화운동·사조다. 제2차 세계 대전 후 1960년대 이스타두노부 체제 아래에서 젊은 영화인들이 주축이 되어 당시대의 이데올로기에 맞서는 전위영화운동을 펼쳤으며, 비슷한 시기의 영화운동인 이탈리아의 네오레알리스모, 프랑스의 누벨 바그의 영향을 받았다. 이름이 같은 브라질 영화운동인 시네마 노부와 구분하기 위해 노부 시네마라고 부른다.

## 역사
포르투갈 다큐픽션의 전통은 로버트 플레어티와 같은 시기 인물인 레이탕 드 바후스 때로 거슬러올라간다. 1960년대 포르투갈 영화는 정체기에 있었으나, 1962년부터 시네클럽들을 중심으로 영화에 대한 새로운 접근이 이루어졌다. 영화 프로듀서인 안토니우 다 쿠냐 텔르스가 이 "전환"에서 중요한 역할을 했는데, 새 시대를 연 영화들로 평가되는 《녹색의 해》, 《벨라르미누》, 《Domingo à Tarde》 등의 제작을 안토니우 다 쿠냐 텔르스가 맡았다.
1970년대에는 카네이션 혁명으로 오랜 독재체제가 종식되었으며, 1956년에 세워져 이 시기에 사실상 문화부 역할을 하던 칼루스트 굴벤키안 재단의 지원으로 포르투갈영화센터(CPC)가 창립되었다. 독재로부터의 해방이 가져다 준 자유로운 분위기에서 포르투갈영화센터의 지원 아래 사실주의와 전설, 정치, 민족지에 대한 탐구가 활발히 이루어졌으며, 노부 시네마 운동에 조제 폰세카 이 코스타, 알프레두 트로파, 안토니우-페드루 바스콘셀루스, 알베르투 세이샤스 산투스, 안토니우 헤이스, 마르가리다 코르데이루, 주앙 세자르 몬테이루, 페르난두 마투스 실바, 호제리우 세이틸 등이 합류했다. 노부시네마 운동은 1980년대 후반까지 지속되었으며, 플로라 고메스 등 해방된 식민지 출신 감독들과 함께 영상인류학 분야와 정치영화 분야에서 누벨 바그의 경험을 이어갔다.

## 대표적인 영화들

### 픽션영화
- 1962년 《Dom Roberto》 (감독: 조제 이르네스투 드 소자)
- 1962년 《녹색의 해》 (감독: 파울루 호샤)
- 1963년 《Pássaros de Asas Cortadas》 (1963) (감독: 아르투르 하무스)
- 1965년 《Domingo à Tarde》 (감독: 안토니우 드 마세두)
- 1969년 《O Cerco》 (감독: 안토니우 다 쿠냐 텔르스)
- 1970년 《Pedro Só》 (감독: 알프레두 트로파)
- 1972년 《O Recado》 (감독: 조제 폰세카 이 코스타)
- 1973년 《Perdido por Cem》 (감독: 안토니우-페드루 바스콘셀루스)
- 1973년 《Sofia ou a Educação Sexual》 (감독: 에두아르두 제아다)
- 1973년 《미완성 영화의 단편 : 신성가족》 (감독: 주앙 세자르 몬테이루)
- 1973년 《O Mal-Amado》 (감독: 페르난두 마투스 실바)
- 1974년 《Brandos Costumes》 (감독: 알베르투 세이샤스 산투스)

### 다큐멘터리영화
- 1963년 《A Almadraba Atuneira》 (감독: 안토니우 캄푸스)
- 1964년 《벨라르미누》 (감독: 페르난두 로페스)
- 1973년 《Festa, Trabalho e Pão em Grijó da Parada》 (감독: 마누엘 코스타 이 실바)
- 1974년 《자이메》 (감독: 안토니우 헤이스, 마르가리다 코르데이루)
- 1975년 《Avieiros》 (감독: 히카르두 코스타)
- 1976년 《Máscaras》 (감독: 노에미아 델가두)

## 같이 보기
- 네오레알리스모
- 누벨 바그